# جميل الجشي
جميل بن عبد الله بن منصور بن محمد بن علي الجشي؛ هو سفير السعودية لدى إيران خلال الأعوام 1999-2002م.

## النشأة
ولد جميل لأسرة غنية تعمل في تجارة اللؤلؤ والزراعة في جزيرة تاروت، تعود أصول أمه للمنامة بالبحرين، وكان أبيه تبوأ عدة مناصب إدارية منها عمدة جزيرة تاروت. تلقى جميل تعليمه في سن الطفولة من الكتاتيب وذلك لأن التعليم النظامي حينها لم يكون موجوداً، وعندما تأسست مدرسة القطيف الابتدائية في عام 67-1368هـ أكمل تعليمه هناك. في عام 1375هـ انتقل مع أسرته للعيش في منطقة القلعة في مدينة القطيف، فيها أكمل تعليمه الابتدائي، وأحرز في امتحان الكفاءة المتوسطة المركز 19 من بين 992 على مستوى المملكة، وذلك في عام 1378هـ. بعد انهاءه المرحلة المتوسطة سافر إلى لبنان لإكمال دراسته في مدرسة الجامعة الوطنية، وعند عودته من لبنان ألتحق للعمل الصيفي بشكل مؤقت بشركة أرامكو في 17/ 11/ 1377هـ، وفي 12/ 2/ 1380هـ توظف بشكل دائم فيها، وقد رُشح بالابتعاث للدراسة في منتصف العام نفسه، سافر جميل في 3 / 2 / 1382هـ للولايات المتحدة لدراسة الهندسة الكيميائية في جامعة ليهاي في ولاية بنسلفانيا، ولاحقاً عدل عن رأيه في دراسة الهندسة الكيميائية، وأراد دراسة الهندسة الصناعية، فطلب من أرامكو الموافقة على طلبه في تغيير التخصص إلى الهندسة الصناعية في جامعة بتسبرج، وهو ماوافقت عليه الشركة بعد مدة طويلة، وتخرج من جامعة بتسبرج في عام 1966م، وأكمل دراساته العليا من بعد ذلك.

## حياته المهنية
في 21/9/1975 م صدر المرسوم الملكي بتأسيس الهيئة الملكية للجبيل وينبع.
في 10/2/1396هـ - 10/2/1976م صدر قرار نائب رئيس الهيئة الملكية بتعيينه نائبا لمدير عام مشروع مدينة الجبيل الصناعية نسخة محفوظة 16 أكتوبر 2012 على موقع واي باك مشين.، وفي 10/10/1406 هـ بدأ عمله معارا من وزارة الصحة في الشركة العربية للأستثمار. 
ثم عمل في مجلس الشورى في دورته الأولى من 3/3/1414 هـ وفي دورته الثانية ابتداء من 3/3/1418 هـ. حتى 3/3/1420 بدأت الدورة الثالثة لمجلس الشورى حيث تم تعيينه سفيراً للمملكة العربية السعودية في إيران. توجه الدكتور جميل إلى إيران يوم السبت 15/8/1999 ليستلم منصب سفير دولة المملكة العربية السعودية في إيران، وانتهت فترة عمله في السفارة في بداية شهر أغسطس 2002م. وهو حاصل على الدكتوراه في الهندسة الصناعية.

## خبرة عملية
1- سفير المملكة في الطهران، الجمهورية الإسلامية الإيرانية
2- عضو في مجلس الشورى في المملكة العربية السعودية (3/3/1414 -30/1/1420)
3- مكتب ( الجشي للاستثمارات الصناعية ) بالخبر( 28/8/1410-1414 هجرية ) وقد لغلق المكتب عندما عين في مجلس الشورى
4- مدير العام الشركة العربية للاستثمار
5- وكيل وزارة الصحة للتخطيط و تطوير
6-نائب المحافظ العامة للكهرباء
7- مدير عام لمشروع الجبيل في الهيئة الملكية للجبيل وينبع
8- مدير العام إدارة التقويم و المتابعة في صندوق السعودي للتنمية
9- مركز الأبحاث وتنمية الصناعية

## عضوية في المجالس الإدارة المؤسسة و شركات
1- عضو في مجلس إدارة شركة الغاز و تصنيع الاهلية – الرياض – المملكة العربية السعودية
2- عضو في مجلس إدارة السعودية الدار السعودية للخدمات الاستشارية– الرياض، المملكة العربية السعودية
3- عضو مجلس إدارة جمعية الخيرية الإسلامية – الرياض، المملكة العربية السعودية (1399-1404) التي حلت فيما بعد
4- عضو مجلس إدارة السعودية الموحدة للكهرباء في المن في المنطقة الشرقية، الدمام، المملكة العربية السعودية
5- عضو مجلس إدارة السعودية الموحدة للكهرباء
6- رئيس مجلس إدارة و عضو المنتدب للشركة السعودية الموحدة للكهرباء في المنطقة الوسطى، الرياض، المملكة عربية السعودية (1403-1404) حيث استقال من المجلس عندما عين وكيل لوزراء الصحة
7-عضو مجلس إدارة البحوث – كلية الهندسية – جامعة الملك سعود
8-عضو مجلس إدارة جمعية الهلال الأحمر السعودي، الرياض (1403- 1406 هجرية )
9- عضو مجلس إدارة مؤسسة اليوم لصحيفة، الدمام (1411-1414 هجرية )
10- عضو مجلس إدارة شركة السعودية لصناعات المتطورة، الرياض(1413- 1414 هجرية)
11- عضو مجلس شركة السلام لصيانت الطيارات، الرياض (1413-1414 هجرية )
12- عضو مجلس إدارة غرفة التجارية الصناعية للمنطقة الشرقية، الدمام (1413-1414 )
13- عضو مجلس إدارة سامبا المالية، الرياض (1/1/2004 حتى 31/12/2004 ميلادي ) حيث استقال من المجلس

## خبرة عملية
1- سفير المملكة في الطهران، الجمهورية الإسلامية الإيرانية
2- عضو في مجلس الشورى في المملكة العربية السعودية (3/3/1414 -30/1/1420)
3- مكتب ( الجشي للاستثمارات الصناعية ) بالخبر( 28/8/1410-1414 هجرية ) وقد لغلق المكتب عندما عين في مجلس الشورى
4- مدير العام الشركة العربية للاستثمار
5- وكيل وزارة الصحة للتخطيط و تطوير
6-نائب المحافظ العامة للكهرباء
7- مدير عام لمشروع الجبيل في الهيئة الملكية للجبيل وينبع
8- مدير العام إدارة التقويم و المتابعة في صندوق السعودي للتنمية
9- مركز الأبحاث وتنمية الصناعية

## عضوية في المجالس الإدارة المؤسسة و شركات
1- عضو في مجلس إدارة شركة الغاز و تصنيع الاهلية – الرياض – المملكة العربية السعودية
2- عضو في مجلس إدارة السعودية الدار السعودية للخدمات الاستشارية– الرياض، المملكة العربية السعودية
3- عضو مجلس إدارة جمعية الخيرية الإسلامية – الرياض، المملكة العربية السعودية (1399-1404) التي حلت فيما بعد
4- عضو مجلس إدارة السعودية الموحدة للكهرباء في المن في المنطقة الشرقية، الدمام، المملكة العربية السعودية
5- عضو مجلس إدارة السعودية الموحدة للكهرباء
6- رئيس مجلس إدارة و عضو المنتدب للشركة السعودية الموحدة للكهرباء في المنطقة الوسطى، الرياض، المملكة عربية السعودية (1403-1404) حيث استقال من المجلس عندما عين وكيل لوزراء الصحة
7-عضو مجلس إدارة البحوث – كلية الهندسية – جامعة الملك سعود
8-عضو مجلس إدارة جمعية الهلال الأحمر السعودي، الرياض (1403- 1406 هجرية )
9- عضو مجلس إدارة مؤسسة اليوم لصحيفة، الدمام (1411-1414 هجرية )
10- عضو مجلس إدارة شركة السعودية لصناعات المتطورة، الرياض(1413- 1414 هجرية)
11- عضو مجلس شركة السلام لصيانت الطيارات، الرياض (1413-1414 هجرية )
12- عضو مجلس إدارة غرفة التجارية الصناعية للمنطقة الشرقية، الدمام (1413-1414 )
13- عضو مجلس إدارة سامبا المالية، الرياض (1/1/2004 حتى 31/12/2004 ميلادي ) حيث استقال من المجلس

## مؤلفاته
- ومررت بالدهناء، 1419هـ/1999م
- تراث الأجداد/ دراسة في وثائق عائلة الجشي في القطيف والبحرين (1200-1350هـ)، 1428هـ/2007م.
- الدكتور غازي القصيبي 30 عاما من الذكريات، 1432هـ/2011م